# HD 68161
HD 68161，又名CD-48 3516，SAO 219493、HR 3203，是一颗恒星，视星等为5.7，位于銀經263.92，銀緯-8.45，其B1900.0坐标为赤經8h 6m 10.6s，赤緯-48° -8.45′ 24″。